# 1.º de Enero (Cabimas)
1ero de Enero es uno de los sectores que forman la ciudad de Cabimas en el estado Zulia (Venezuela), pertenece a la parroquia San Benito.

## Ubicación
Se encuentra entre los sectores Los Laureles al norte (cementerio Los Laureles), Federación II, San Benito y Santa Rosa al este (av. 42), Cumarebo al sur (carretera J) y Bella Vista al oeste (av. 41).

## Zona residencial
El barrio 1.º de Enero se encuentra detrás del cementerio municipal de Cabimas el cual es anterior al barrio (el cementerio es de 1980), el sector todavía espera su consolidación y tiene en su área varios terrenos baldíos y un límite impreciso al oeste donde debería continuar la avenida 41, sus calles se entrecruzan al azar. Su calle principal es la calle Venezuela que continúa desde el vecino barrio Bella Vista.

## Transporte
La línea que pasa más cerca es la Nueva Rosa de Nueva Cabimas que pasa por la carretera J hasta la avenida 42.